# República de Salé
La República de Salé, también llamada República del Bu Regreg, República de las Dos Orillas o República de Rabat-Salé, fue una pequeña república marítima independiente de corsarios que existió entre 1626 y 1668 alrededor de las actuales ciudades marroquíes de Salé y Rabat, a las que separa la desembocadura del río Bu Regreg. Los orígenes de la república se remontan al año 1610, con la llegada de moriscos españoles procedentes de Hornachos (Badajoz), que se asentaron en la zona tras la expulsión decretada por Felipe III. En 1626 los hornachegos se declararon independientes del sultanato de Marruecos hasta que en 1668 la república fue reintegrada a él. 

## Historia

### Los moriscos en Marruecos
Alrededor de 40.000 moriscos, la mayoría procedentes de la Corona de Castilla, se establecieron en Marruecos tras su expulsión de la Monarquía Hispánica en 1609. En el momento de la llegada Marruecos atravesaba por una grave crisis política provocada por el enfrentamiento entre los hijos del sultán Ahmad al-Mansur fallecido en 1602. Uno de los contendientes, Zaidán al-Nasir, reclutó a algunos miles de moriscos que participaron en la lucha que mantenía contra Muley Xeque, que había conseguido el apoyo de Felipe III de España a cambio de la entrega de la ciudad de Larache. Finalmente Zaidán, también conocido como Muley Zaidán, venció a su hermano pero se despreocupó de los moriscos que habían luchado junto a él, lo que les hizo maldecir «la Berbería y sus reyes», «mezclando públicamente lástimas y alabanzas del nombre de Cristo».
Los moriscos que no combatieron junto a Zaidán se instalaron en Tánger, Tetuán, Chauen, Fez y otras ciudades marroquíes, donde vivía desde el siglo XIII una importante comunidad andalusí, algunos de cuyos miembros estaban al servicio directo del sultán. A pesar de ello los moriscos «no fueron bien recibidos; llegaban vestidos a la española y hablando castellano; mezclaban sus nombres y apellidos cristianos con los arábigos; su fe musulmana les merecía tan escasa confianza que les llamaban «los cristianos de Castilla», y aunque esto fuera efecto de la malevolencia, sí es cierto que algunos moriscos se confesaron allí cristianos y sufrieron martirio». Esto último está recogido por algunos cronistas como Luis Cabrera de Córdoba:

Se sabe que en tierras de Tetuán han apedreado y muerto con otros géneros de martirios a algunos moriscos que no habían querido entrar en las mezquitas con los moros.

### El nacimiento de la República

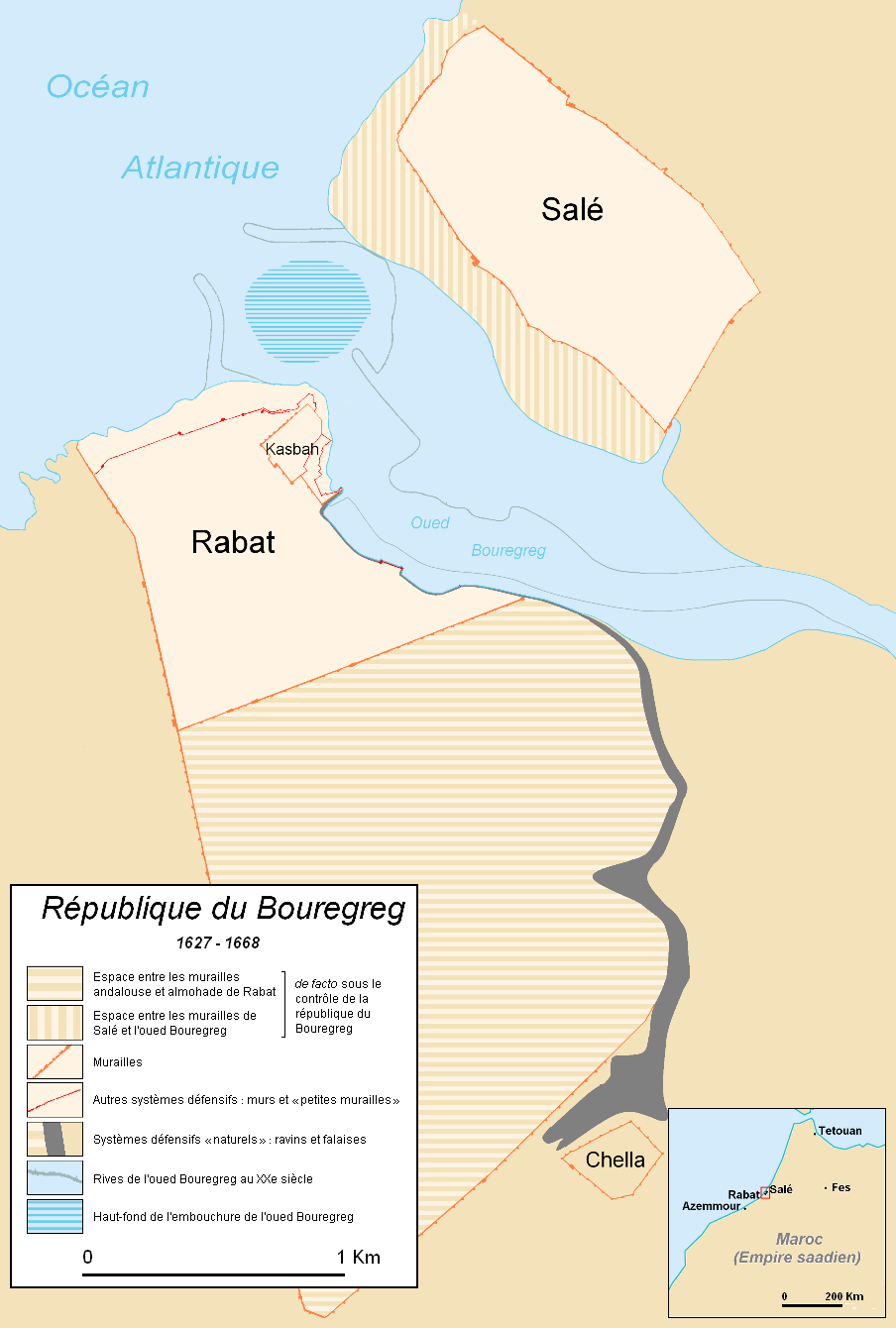
Ciudad de Salé enfrentada a Rabat, en el actual Marruecos.

La ciudad de Rabat había sido fundada por el sultán almohade Yaqub al-Mansur tras la batalla de Alarcos (1191). Dotada de una gran muralla y una casba o fortaleza, que en 1600 se encontraban en estado ruinoso, además de la Torre Hasán, muy semejante a la Giralda de Sevilla, estaba destinada a convertirse en un núcleo de población importante, pero en la práctica nunca llegó a desarrollarse como tal y acabó quedando prácticamente despoblada —hacia 1600 sólo contaba con unos centenares de humildes viviendas—. La vecina Salé había recibido hacia finales del siglo XV a varios contingentes de musulmanes y judíos sefardíes procedentes de la península ibérica, que constituyeron el núcleo hegemónico de su población.
En 1610 arribaron a la desembocadura del Bu Regreg los habitantes de Hornachos, una importante comunidad morisca que practicaba de forma relativamente abierta su fe y cultura musulmanas, quizás debido a que «habían formado en su tierra de origen una comunidad mudéjar de antecedentes nobiliarios, por lo cual siempre conservaron el privilegio de llevar espada, que les fue confirmado por Felipe II». Los hornacheros habían embarcado en Sevilla y se habían establecido inicialmente en Tetuán. Muley Zaidán quiso aprovechar sus cualidades asentándolos en la frontera sur de Marruecos, en el Dráa, pero descontentos desertaron y marcharon a Rabat-Salé. Eran, en total, unos tres mil.

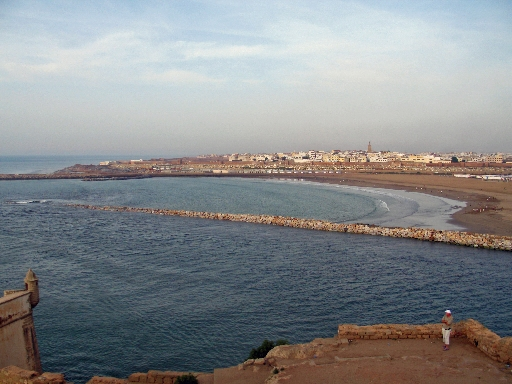
El antiguo puerto de Bou Regreg, tomado de Salé frente a Rabat.

Aunque procedentes de la península ibérica como gran parte de los habitantes de Rabat-Salé —hacia 1600 vivirían allí unos diez mil moriscos andaluces—, los siglos de aculturación dentro de la sociedad castellana les hacía fácilmente distinguibles de los autóctonos:

Los hombres llegaron a Rabat vestidos con sus trajes caballerescos de trusa, capa y tizona al cinto; mientras las señoras lucían los vestidos a la moda de la Corte de Madrid. Por ser más numerosos o estar mejor organizados, los hornacheros se pusieron a la cabeza de los demás emigrados [...].

Las diferencias culturales entre los nuevos pobladores de lengua castellana y los autóctonos provocaron el rechazo de aquellos, por lo que los hornacheros se instalaron al otro lado de la desembocadura del Bu Regreg, entonces conocido como Salé la Nueva (Sala al Jadida) y donde hoy se encuentra la medina de Rabat (que toma su nombre de un ribat en ruinas preexistente).
La conquista de La Mamora por los castellanos convirtió a Rabat-Salé en el único puerto marroquí del Atlántico, por lo que el sultán pensó utilizarlo como nueva base de los corsarios que antes actuaban desde La Mamora. Parte de estos corsarios eran renegados europeos, entre los que destacaban los holandeses porque eran los que conocían las técnicas de la construcción naval. Sin embargo, fueron los hornacheros los que acabaron imponiendo su autoridad sobre Rabat-Salé. Al principio reconocieron la autoridad del caid nombrado por el sultán, y pagaban a éste el diez por ciento de las presas que obtenían, pero en 1626 mataron al caid y se declararon independientes. Así nació la que también fue conocida con la denominación de "República de las Dos Orillas".
La República se convirtió en un activo centro comercial que atrajo a otros refugiados moriscos y locales de origen andalusí, así como a renegados europeos, judíos y comerciantes cristianos. Principalmente se dedicó a la piratería en el área del estrecho de Gibraltar, hostigando las costas de Ceuta y Andalucía, frecuentemente en connivencia con el Imperio otomano.
En el momento de mayor apogeo contaba con una flota de unos cuarenta barcos, construidos con madera de la zona siguiendo el modelo holandés. Sus acciones llegaron hasta las costas de Islandia y en ellas lograron apresar gran número de barcos, cuyos tripulantes y viajeros eran convertidos en cautivos y cuyas mercancías dieron lugar a un intenso tráfico comercial. Más que las fortificaciones, lo que hacía casi inexpugnable al puerto de Rabat-Salé era la poca profundidad de las aguas del río, por lo que sólo los pilotos que lo conocieran muy bien podían entrar en él.

### Las disensiones internas y la fracasada entrega de la república a Felipe IV

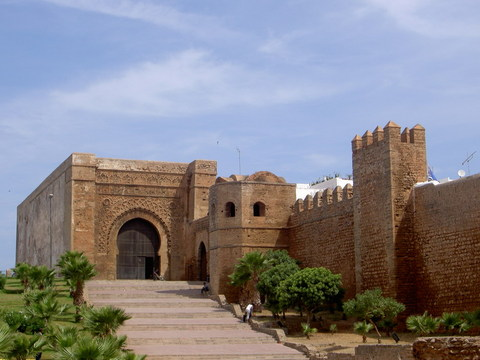
Gran puerta de la casba de los Udayas, centro de poder de los hornacheros

Los andaluces estaban descontentos con el predominio de los hornachegos, por lo que se desató una lucha interna que se saldó con un acuerdo según el cual los 16 puestos del Diván, o gobierno de la República, se repartirían por igual, así como el importe de las presas y los derechos de aduanas. Los miembros del Diván elegían cada mes de mayo a un gobernador o capitán general de la fortalesa. Toda su documentación se realizaba en el español de la época.
En ese contexto de enfrentamiento interno es en el que hay situar la iniciativa de los hornacheros de entregar la república a la Monarquía Hispánica de Felipe IV. Los hornacheros hicieron llegar el proyecto de tratado en 1631 al duque de Medina Sidonia para que éste lo trasladara al rey. En el mismo proponían, «por el gran amor que tienen a España, pues desde que salieron suspiran por ella», entregar la ciudad con las siguientes condiciones:

Que les dejen volver a Hornachos, encargándose ellos de indemnizar a los vecinos que los habían reemplazado.
Que las autoridades municipales sean de su misma nación, "para que no les hagan los agravios que en otros tiempos han recibido".
Que no hubiera entre ellos más cristianos viejos que los curas y frailes necesarios para adoctrinarlos; y que la Inquisición no castigue durante veinte años a los que han nacido en Berbería y no están impuestos en la religión católica.
Que se les guardarán antiguos privilegios que tenían, sin hacer diferencia entre ellos y los demás vasallos en materia de tributos. Se les respetarían sus haciendas, dándoles cédulas sobre ello, y las mismas seguridades se darían a los demás andaluces que quisieran volver, "porque hay muchos en Tetuán y Argel que en sabiendo que podrán venir, vendrán". En comprobación de que eran cristianos remitirían informaciones avaladas por cautivos cristianos de cómo muchos moriscos habían sido martirizados y muertos por la fe de Cristo.
Ofrecen llegar a Sevilla con sus navíos de corso, que quedarán de propiedad de S.M. Pedían se les restituyeran los hijos que se les habían quitado a raíz de la expulsión.
Ofrecían entregar la fortaleza de Salé con sus 68 cañones, para lo cual bastaría enviar una compañía de cien hombres. También entregarían la correspondencia que habían cruzado con el rey de Inglaterra...; también los papeles que tenían de los burgomaestres de Amsterdam.
"Antes de la partida despojarán la judería, que es muy rica, aguardando el tiempo en que vienen las cafilas y los judíos de Flandes con navíos muy interesados, y todo lo entregarán a V.M.; y las demás haciendas de mercaderes holandeses y franceses, que suelen ser de consideración". A cambio de este botín y de sus naves el rey les daría 200 libras de oro.
Firmaban el documento cuatro hornacheros principales que a la usanza morisca, mezclaban nombres cristianos y arábigos: Mahamet ben Abdelkader, gobernador de la Casba, el caid Bexer Brahin de Bargas y los escribanos Mumamet Blanco y Musa Santiago.

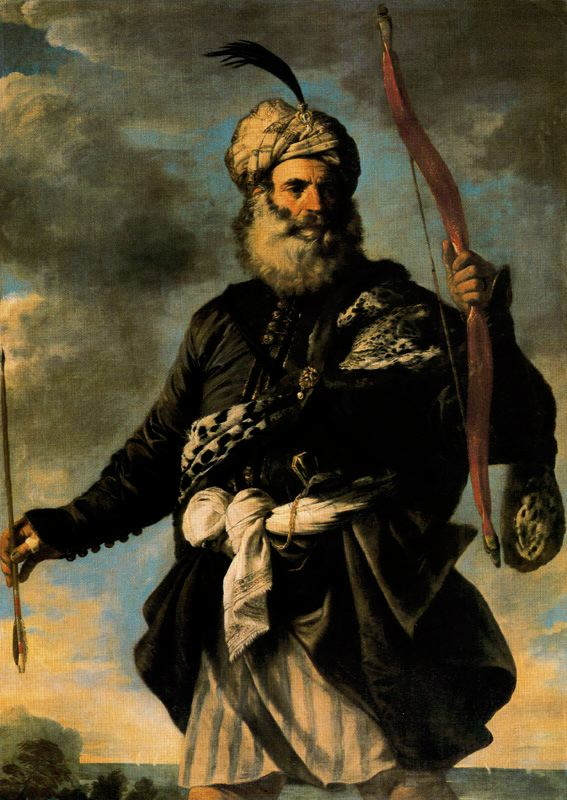
Jan Janszoon (alias Murat Reis), renegado holandés al servicio de la República de Salé (1650). Pintura de Pier Francesco Mola.

Se entablaron negociaciones pero éstas no prosperaron, entre otras razones porque en 1636 volvieron las luchas internas, en las que intervino el reino de Inglaterra, cuyos barcos bombardearon la Casba en 1637 en apoyo de la facción indígena de los marabutos. Después de 1640 la república cayó bajo el control de los Dilaitas, berberiscos del alto valle del Muluya, hasta que en 1668 el sultán de Marruecos puso fin a la república.

### Reintegración al sultanato de Marruecos
Tras su reintegración al sultanato marroquí en 1668, se mantuvo la actividad corsaria, pero ya no tuvo el vigor anterior. Los moriscos, incluidos los hornacheros, "se dispersaron por otras ciudades marroquíes y lentamente fueron perdiendo la conciencia de su origen, aunque todavía atestigüen la presencia de sus descendientes, apellidos como los de Carrasco, Palomino, Blanco, Pérez, Rodríguez, Medina, Toledano...".
Hasta bien entrado el siglo XX, cuando Rabat empieza a extenderse y absorber población de otras partes de Marruecos debido a su capitalidad, fue muy importante la comunidad genéricamente llamada "andalusí", y dentro de ella la específicamente morisca, reconocible por sus apellidos de procedencia castellana como Almodóvar, Piro (Pero o Pedro), Balafrej (Palafox), Bargash (Vargas), Mulina (Molina), Baes (Páez o Báez), Sordo, Moreno, Chiquito, etc.